# Stara Kamienica
Stara Kamienica (deutsch Altkemnitz, auch Alt Kemnitz) ist ein Ort im Powiat Jeleniogórski der Woiwodschaft Niederschlesien in Polen. Er liegt westlich der Stadt Jelenia Góra (Hirschberg) und ist Sitz der gleichnamigen Landgemeinde mit 5250 Einwohnern (Stand 31. Dezember 2020).

## Geschichte

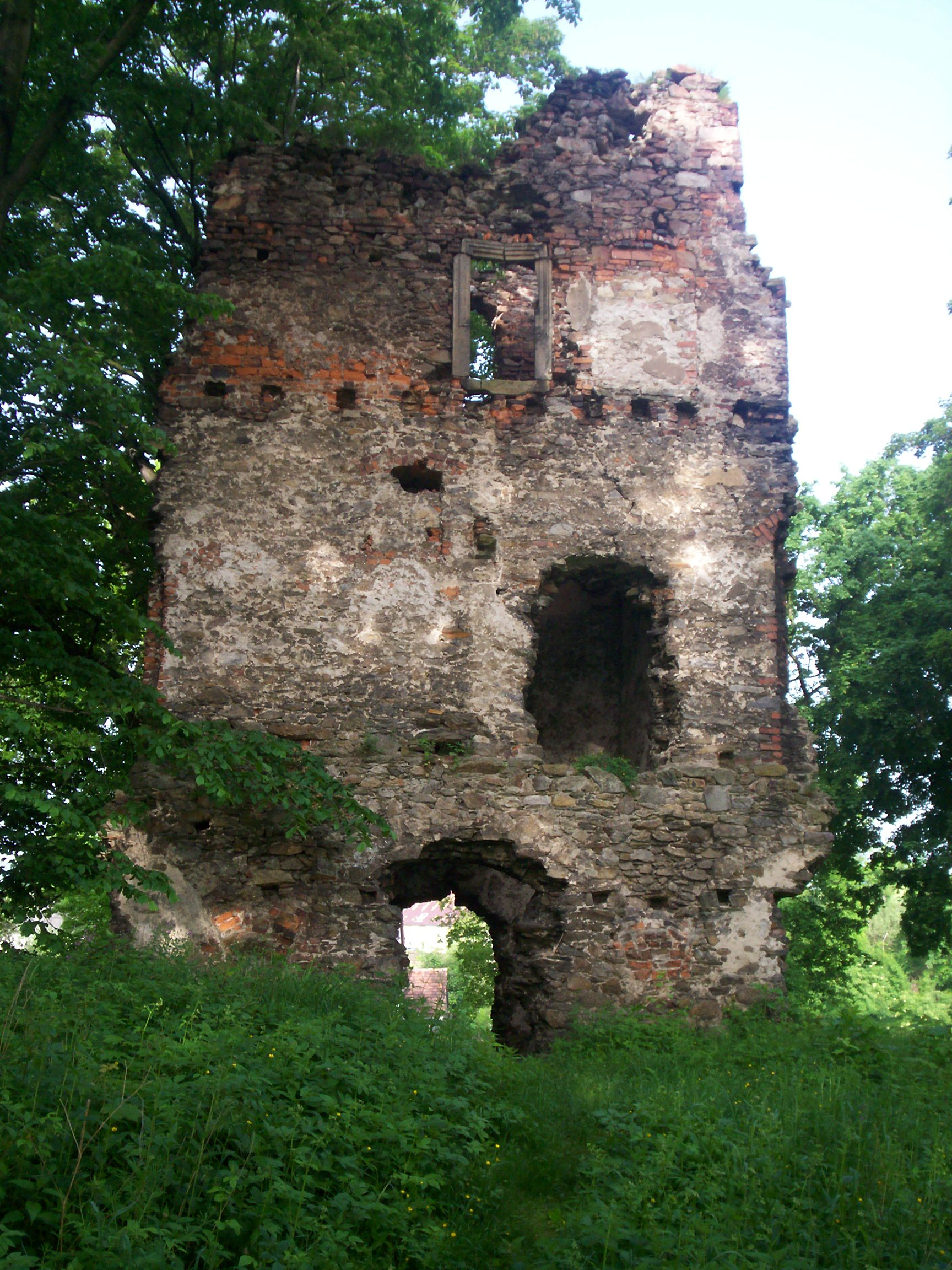
Ruine der Burg Kemnitz

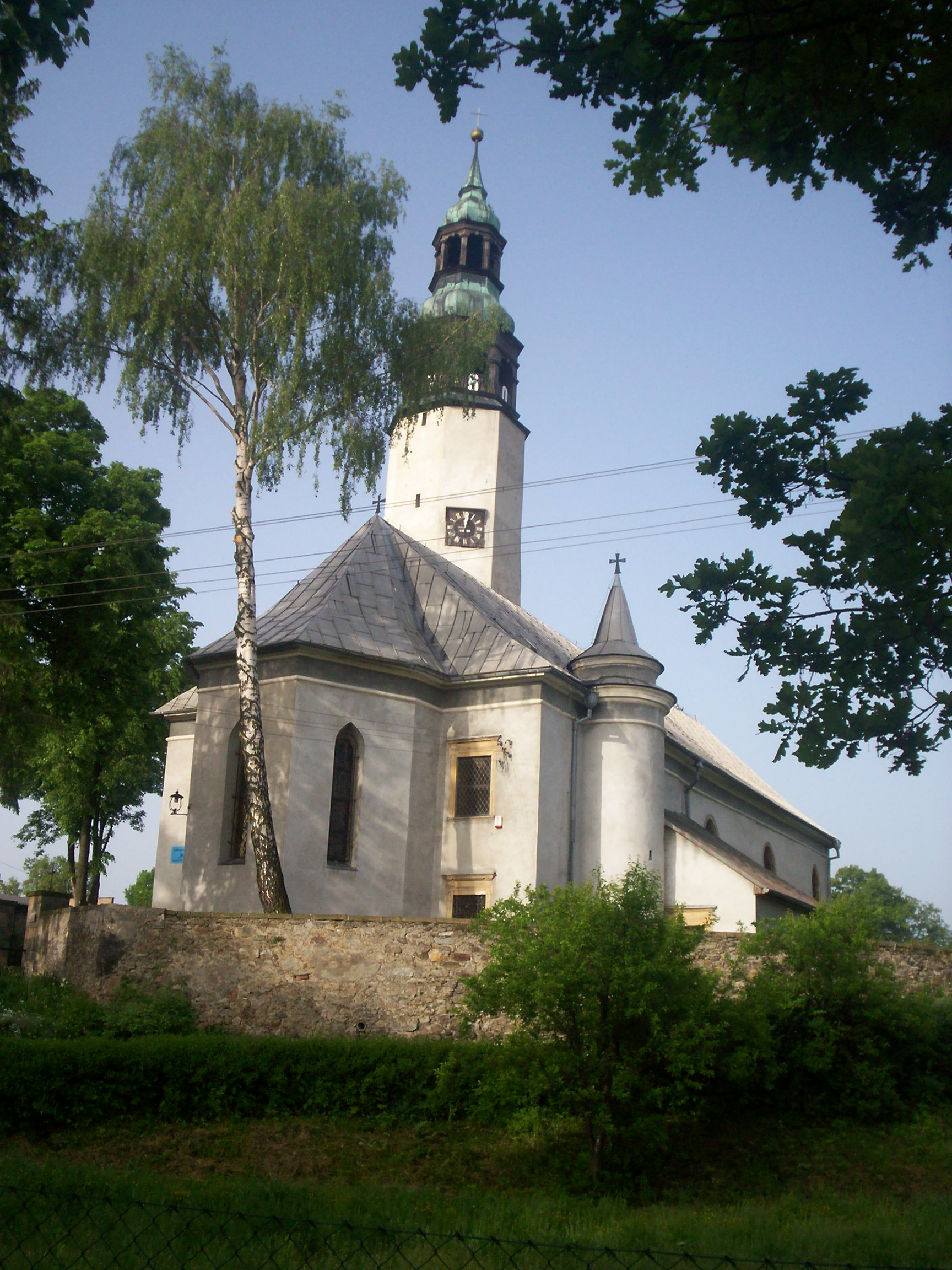
Kirche Enthauptung des hl. Johannes des Täufers

Kemnitz war einer der Stammsitze der Gotsche Schoff, die mit der Herzogin Hedwig, der später heiliggesprochenen Hedwig von Andechs, nach Schlesien gekommen sind. Die Burg Kemnitz soll von Herzog Heinrich II. dem Frommen erbaut worden sein, der 1241 verstorben ist. Ein Jahr später soll die Burg Kemnitz von seinem Sohn Boleslaw II. dem Geschlecht Gotsche Schoff zu erblichem Besitz überlassen worden sein. Die Echtheit der auf das Jahr 1242 datierten Urkunde wird jedoch teilweise angezweifelt. Nach dieser soll es in Kemnitz auch eine Kastellanei gegeben haben. Kemnitz gehörte zum Herzogtum Schweidnitz-Jauer, mit dem es nach dem Tod des Herzogs Bolko I. 1368 erbrechtlich an Böhmen fiel. Allerdings stand seiner Witwe, der Herzogin Agnes ein lebenslanger Nießbrauch zu. Ein vorhandener Wohnturm wurde von den Schaffgotsch 1562 zu einem Schloss im Stil der Renaissance ausgebaut. Die Jahreszahl befindet sich in der Portalinschrift. Unter Hans Ulrich von Schaffgotsch wurde das Schloss 1617 neu erbaut und um eine Gartenanlage erweitert. Während der Reformation diente die Kirche St. Johannes des Täufers, für die 1370 und 1380 die Schaffgotsch Stiftungen errichtet hatten, als evangelisches Gotteshaus. Im Dreißigjährigen Krieg wurde sie rekatholisiert.
Nach dem Ersten Schlesischen Krieg 1742 fiel Kemnitz zusammen mit dem größten Teil Schlesiens an Preußen. Ein Jahr später wurde eine evangelische Kirche errichtet. Ab 1816 gehörte Kemnitz zum Landkreis Hirschberg im Riesengebirge, mit dem es bis 1945 verbunden blieb. 1933 wurden 1321 Einwohner gezählt, 1939 waren es 1354.
Der alte Grundbesitz zu Alt Kemnitz war zuletzt in der Hand der 1792 nobilitierten Grafenfamilie von Breßler, nachweislich vor 1835. Letzte Vertreter waren Karl Gottlieb Wilhelm Graf Breßler, 1836 in Alt Kemnitz geboren, kgl. sächs. Kammerherr, 1894 in Lauske verstorben, und sein Sohn aus erster Ehe mit Sidonie von Dolega-Kozierowska, Hans-Gregor Graf von Bressler. Er erbte auch Lauske bei Löbau in Sachsen, bis etwa 1932. Die Grafenfamilie ist vor 1965 in der männlichen Linie erloschen.
Als Folge des Zweiten Weltkriegs fiel Altkemnitz 1945 an Polen. Es wurde zunächst in Kamienica und 1946 in Stara Kamienica umbenannt. Die deutsche Bevölkerung wurde weitgehend vertrieben. Die neuen Siedler waren zum Teil Heimatvertriebene aus Ostpolen, das an die Sowjetunion gefallen war.

## Gemeinde

Stara Kamienica im 1886

Zur Landgemeinde (gmina wiejska) Stara Kamienica mit einer Fläche von 110,5 km² gehören das Dorf selbst und 9 weitere Dörfer mit Schulzenämtern (sołectwa).

## Partnergemeinden
- Kořenov, Isergebirge, Tschechien
- Guttau, Oberlausitz, Deutschland

## Sehenswürdigkeiten
- Schloss Altkemnitz Von der ehemaligen Schlossanlage haben sich erhalten: Turm- und Mauerruinen, Teile eines Wirtschaftshofes, u. a. ein Gesindehaus von 1579 sowie ein Torbogen von 1757, der mit einem Herkules als Löwentöter verziert ist.
- Die kath. Pfarrkirche Enthauptung des hl. Johannes des Täufers wurde erstmals 1370 erwähnt, 1677 grundlegend umgebaut und 1769 renoviert. Vom ursprünglichen gotischen Bau hat sich das Langhaus mit Kassettendecke erhalten. Der barocke Chor mit Kreuzgratgewölbe und Emporen entstand beim Umbau von 1677. Damals wurde auch der Hauptaltar errichtet. Die Kanzel mit Apostelfiguren wurde um 1626 geschaffen; das Taufbecken aus Sandstein enthält eine gotische Inschrift mit dem Jahr 1562. Im südlichen Chorschiff befindet sich ein in die Bodenplatten eingelassenes Epitaph.
- Die evangelische Kirche von 1743 wurde durch den Zimmermeister Jeremias Maiwald erbaut. Es ist ein achteckiges Fachwerkhaus.

## Sohn des Ortes
- Gotthard Klose (1933–2023), Physiker